# جولي وارنر
جولي وارنر (بالإنجليزية: Julie Warner)‏ هي ممثلة أمريكية، ولدت في 9 فبراير 1965 بمانهاتن في الولايات المتحدة.

## أعمال

### مسلسلات
- الجيل التالي
- هاوس

## وصلات خارجية
- جولي وارنر على موقع IMDb (الإنجليزية)
- جولي وارنر على موقع ألو سيني (الفرنسية)
- جولي وارنر على موقع أول موفي (الإنجليزية)
- جولي وارنر على موقع قاعدة بيانات الأفلام السويدية (السويدية)
- جولي وارنر على موقع إن إن دي بي (الإنجليزية)
- جولي وارنر على موقع قاعدة بيانات الفيلم (الإنجليزية)
- جولي وارنر على موقع كينوبويسك (الروسية)